# Silvia Bravo
Silvia Susana Bravo Núñez (Celaya, 1945 - Ciudad de México, 2000) fue una física mexicana especializada en física solar, incluyendo el estudio del viento solar y del campo magnético solar. Fue una de las investigadoras pioneras en el Departamento de Ciencias Espaciales del Instituto de Geofísica de la Universidad Nacional Autónoma de México.

## Trayectoria
Bravo estudió física teórica y experimental en la UNAM y en 1989 completó un doctorado en la misma institución. Su trabajo de doctorado se apoyó en investigaciones realizadas en los laboratorios Cavendish en Inglaterra en colaboración con el radioastrónomo británico y Premio Nobel de Física Antony Hewish.
Fue pionera de la creación del Departamento de Ciencias Espaciales del Instituto de Geofísica en donde se dedicó al estudio de la física solar y de la configuración del campo magnético solar.
Impartió cátedra en la Facultad de Ciencias, fue coordinadora en la Maestría de Ciencias de la UNAM, participó en la fundación del Posgrado de Ciencias de la Tierra del Instituto de Geofísica de UNAM.
A principios de la década de los 90, la física concibió estudiar el viento solar y el clima espacial mediante un radiotelescopio construido en México. En 1997 terminó de construir un prototipo de radiotelescopio de centelleo interplanetario en Teoloyucan. Este prototipo tuvo como propósitos la formación de un equipo de técnicos con los conocimientos necesarios, la verificación de diseños y materiales que se utilizarían en el modelo final, y la integración al proyecto de un primer grupo de estudiantes. El prototipo reveló la magnitud del problema causado por el ruido electromagnético, lo que les motivó a buscar un sitio adecuado para la construcción del radiotelescopio definitivo. En el 2000 consiguieron un terreno, en Coeneo de la Libertad, con las características necesarias.
A la muerte de la científica, su equipo continuó con el proyecto y en 2001 celebraron la colocación de la primera piedra de la antena. En el año 2005 se concluyó la construcción del radiotelescopio, bautizado como Observatorio de Centelleo Interplanetario y conocido en inglés como el Mexican Arrray Radio Telescope o MEXART. Este radiotelescopio es el único de su tipo en América y opera como parte de una red global que monitorea el clima espacial y alerta sobre perturbaciones que puedan afectar la tecnología en la Tierra.
En reconocimiento a su trayectoria e incidencia en la ciencia, en 2012 se llevó a cabo dentro de la Reunión Anual de la Unión Geofísica Mexicana el IV Coloquio Silvia Bravo con el objetivo de presentar de trabajos técnicos relacionados con física solar, clima espacial y rayos cósmicos. y en 2020 el Instituto de Geofísica inauguró el Programa de Becas Dra. Silvia Susana Bravo Núñez para apoyar a estudiantes de la carrera de física.

## Publicaciones
- Encuentro con una estrella (1987)
- Usted también es aristotélico (1990)
- La Ciencia (1991)
- Plasmas en todas partes (1994)

## Reconocimientos
- Bravo fue miembro de la Academia Mexicana de Ciencias.[8]
- En 2014, se convirtió en una de las 31 mujeres en las ciencias formales y naturales honradas con un monumento en el Paseo de la Mujer Mexicana del Parque Fundidora en Monterrey, Nuevo León.[9]